# Aleksander Kappes
Aleksander Jerzy Kappes (ur. 1966 w Łodzi) – polski prawnik, doktor habilitowany nauk prawnych, profesor nadzwyczajny Uniwersytetu Łódzkiego, specjalista w zakresie prawa gospodarczego, prawa handlowego i prawa spółek, autor ok. 70 publikacji z tego zakresu. Publicysta prawny, adwokat specjalizujący się w prawie gospodarczym i prawie spółek. 

## Życiorys
Po ukończeniu studiów prawniczych na Uniwersytecie Łódzkim w 1990 rozpoczął pracę w Katedrze Prawa Gospodarczego i Handlowego UŁ. W 1997 na podstawie napisanej pod kierunkiem prof. Wojciecha Katnera rozprawy pt. Odpowiedzialność komandytariusza za zobowiązania spółki komandytowej w prawie polskim uzyskał na Wydziale Prawa i Administracji Uniwersytetu Łódzkiego stopień naukowy doktora nauk prawnych w zakresie prawa, specjalność: prawo cywilne. W 2010 uzyskał stopień doktora habilitowanego na podstawie monografii Odpowiedzialność członków zarządu za zobowiązania spółki z ograniczoną odpowiedzialnością.
Jest profesorem nadzwyczajnym Uniwersytetu Łódzkiego zatrudnionym na Wydziale Prawa i Administracji w Katedrze Prawa Gospodarczego i Handlowego. Jest kierownikiem Zakładu Prawa Handlowego w tej Katedrze.
Równolegle z pracą naukowo-dydaktyczną wykonywał zawód prawnika – praktyka. W latach 1990–1992 odbył aplikację sędziowską w Sądzie Okręgowym w Łodzi a w latach 1992–1994 aplikację adwokacką w Okręgowej Radzie Adwokackiej w Łodzi. Od 1995 wykonuje zawód adwokata.